# Lioubov Berejnaïa-Odinokova
Lioubov Ivanovna Odinokova (en russe : Любовь Ивановна Одинокова (Бережная)), née Lioubov Berejnaïa le 24 juillet 1955 à Otradny, est une handballeuse soviétique.
Sélectionnée en équipe nationale soviétique, elle y est sacrée championne olympique en 1976 et en 1980. En clubs, elle a notamment évolué à partir de 1978 au Spartak Kiev, le meilleur club européen de l'époque.

## Palmarès

### En équipe nationale
Jeux olympiques
- Médaille d'or aux Jeux olympiques 1976 à Montréal
- Médaille d'or aux Jeux olympiques 1980 à Moscou

Championnats du monde
- Médaille d'or au Championnat du monde 1982
- Médaille d'argent au Championnat du monde 1978

### En club
- vainqueur de la Coupe des clubs champions (5) : 1979[3], 1981[4], 1983[5], 1985[6], 1986
- vainqueur du Championnat d'URSS (8) : 1979, 1980, 1981, 1982, 1983, 1984, 1985, 1986

## Distinctions
- Maître émérite du sport de l'URSS en 1976